# حزقيال خوسيه أمادور
حزقيال خوسيه أمادور (بالإسبانية: Juan José Amador)‏ هو دراج كولومبي، ولد في 20 أبريل 1998 في مانيزاليس في كولومبيا.

## وصلات خارجية
- حزقيال خوسيه أمادور على موقع الاتحاد الدولي للدراجات (الإنجليزية)
- حزقيال خوسيه أمادور على موقع أرشيف الدراجات (الإنجليزية)
- حزقيال خوسيه أمادور على موقع إحصائيات الدراجات الإحترافية (الإنجليزية)
- حزقيال خوسيه أمادور على موقع نسبة الدراجات (الإنجليزية)